# Copa Saxo
La Saxo Trophy Jarama RACE (llamada Copa Saxo 8v entre 2021 y 2023) es un campeonato monomarca de automovilismo disputado en España que se disputa desde 2021 rememorando las exitosas Copas Citroën que se disputaron en los años 90. Sus tres promotores se han unido a través de la empresa Promocopa 2021 para llevarla adelante.

## Historia

### Las Copas Citroën
En 1986 nace Citroën Sport España, una división que entonces contaba con unos medios limitados y que durante los mejores años de las copas disponía de unas instalaciones de 1.200 metros cuadrados con oficinas, taller, almacén de recambios exclusivo para temas de competición y una plantilla de 11 personas. Por entonces se comienza con el estudio para crear las primeras fórmulas de promoción Citroën en España.
En el 87 se crea la Challenge para todos los pilotos privados que tomen parte en el Campeonato de España de Rallyes de Tierra con coches Citroën. La fórmula es un éxito y se mantiene hasta 1995 utilizando diferentes vehículos en función de los intereses comerciales de la marca (AX 1000 Pistas, AX Serie 4x4, ZX 4x4 V6...). A partir del 96 y hasta se otorgó un trofeo de rallyes.
En 1988 nace la Copa Citroën AX de circuitos que basó su éxito en dos pilares fundamentales: en el aspecto puramente deportivo al desarrollarse un kit de preparación barato y robusto con el que se obtienen fantásticas prestaciones por poco dinero; y en el promocional donde se organiza una campaña de publicidad previa para dar a conocer las carreras: se regalan entradas, se montan grandes carpas y se contratan azafatas que reparten publicidad. El resultado de la operación es impresionante, con cerca de 100 coches en la parrilla de salida y mucho público llenando las gradas, algo que hasta entonces sólo había conseguido en España la Copa Nacional Renault a nivel de copas de promoción. Es tal el impacto que se exporta el proyecto a otros países europeos.
Las Copas Citroën de circuitos fueron unas habituales en los circuitos desde aquel 1988 hasta 2001. Durante cuatro años el AX GT fue el vehículo elegido para estas competiciones y en los cuatro siguientes el modelo se sustituyó por el AX GTi. Paralelamente, Citroën Sport España decide dar un paso más en 1994 y crea la Supercopa ZX 16v., un escalón superior para pilotos más experimentados con vehículos bastante más potentes y sofisticados que los AX, aunque también con costes de competición superiores. 
En 1996 el AX deja de fabricarse para el mercado español y el Saxo toma su relevo, lo mismo que ocurre en los circuitos de velocidad donde desde ese instante pasan a ser los Saxo VTS los protagonistas de las carreras. En 1997 también termina la Supercopa ZX al ser reemplazado este coche por el Citroën Xsara en el mercado comercial. Con ese cierre, la Saxo Cup duraría hasta 2001 perdiendo cada vez más tanto atención mediática como el interés del público. Más aún si cabe cuando pasó a estar a acompañada en sus fines de semana tan sólo por el Campeonato de España de Clásicos que por entonces aún organizaba la RFEDA. Citroën Sport España cerró por lo tanto en el año 2001 su programa de circuitos y cerraría en 2006 el de rallyes nacionales.
Cronología

### La Copa Saxo 8v

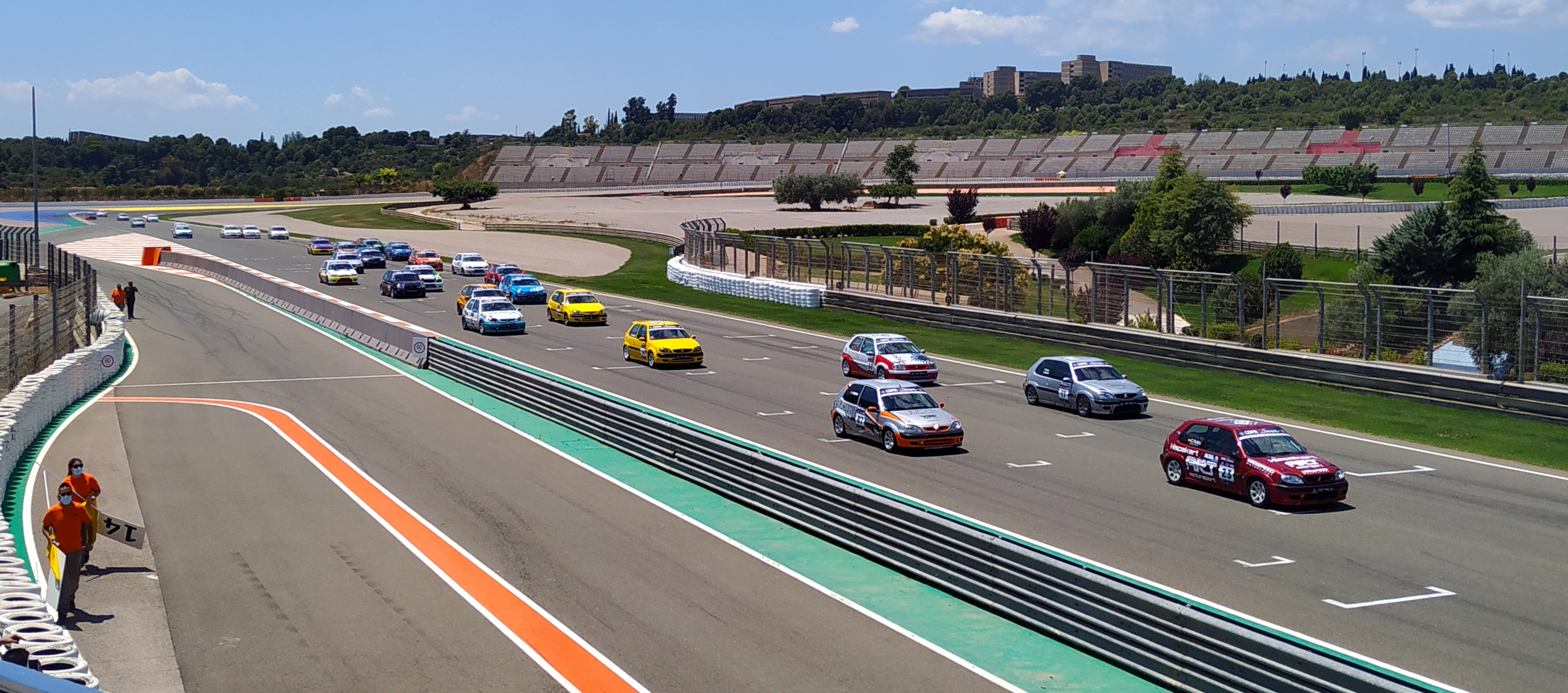
Salida de una de las carreras disputadas en el Circuit Ricardo Tormo. (2021)

Durante 2020 surgió la idea a unos amigos relacionados con el mundillo del motor radicado en Madrid de recuperar esta copa con el objetivo de volver a crear una copa monomarca de circuitos al menor coste posible, ya que en este caso y a diferencia de las copas de los 90, la nueva Saxo no cuenta con apoyo oficial de Citroën España. A finales del año 2020 disputaron dos carrera prólogo en el Circuito del Jarama que fueron ganadas por Marcos de Diego y para su primera temporada 2021 no tardaron en llenar antes de la primera ronda las 47 plazas disponibles. Para hacer posible este retorno se decidió recurrir al modelo Saxo 8v y no al 16v debido a que el primero es mucho más fácil de adquirir en los mercados de segunda mano. Así mismo, los tres fundadores: Fran Pérez de Última Vuelta, Manuel Álvarez de TMA Motorsport e Ismael Arquero de ART Motorsport; crearon la empresa Promocopa 2021 para llevar de forma más profesional la competición que surgió entre amigos.
Para su segunda temporada se cumplen las expectativas creadas durante 2021 y el formato de la competencia se ha de adaptar para poder albergar en igualdad de condiciones a los más de 90 inscritos de cada ronda. Además se unen a los fines de semana del Racing Weekend de la RFEDA.

## Formato[5]
La competición está diseñada a un piloto por coche. con escasas comodidades extra para sus participantes para garantizar unos costes de competición mínimos. También pueden participar dos pilotos por coche. 
Entrenamientos libres
Como tal no existen, si existen entrenamientos privados previos a los cronometrados, durante la primera temporada se han realizado a veces sin cronometraje.
Entrenamientos oficiales previos (2022)
Dos sesiones de entrenamientos para determinar los integrantes de las Parrillas A (mejores tiempos) y B (peores tiempos) de 25 minutos, los participantes en cada una de ellas se dividirán en función de sus posiciones en la clasificación general del campeonato.
Entrenamientos oficiales cronometrados
Dos sesiones de clasificación para determinar el orden de las Parrilla A y B de 25 minutos. En 2021 se disputaba una única sesión de 35 minutos.
Carreras (2022)
- Carrera 1-Parrilla A: 10 vueltas. Los 20/23[n. 1] primeros pasan a la final.
- Carrera 2-Parrilla B: 10 vueltas. Los 20/23[n. 1] primeros pasan a la final.
- Carrera 3-Repesca: 10 vueltas. Los 7/1[n. 1] primeros pasan a la final.
- Carrera 4-Final: 10 vueltas.

Sistema de puntuación (2022)
- Carrera 1:

| Posición | 1  | 2  | 3  | 4  | 5  | 6  | 7  | 8  | 9  | 10 | 11 | 12 | 13 | 14 | 15 | 16 | 17 | 18 | 19 | 20 | VR |
| -------- | -- | -- | -- | -- | -- | -- | -- | -- | -- | -- | -- | -- | -- | -- | -- | -- | -- | -- | -- | -- | -- |
| Puntos   | 50 | 42 | 35 | 30 | 27 | 25 | 23 | 21 | 19 | 17 | 15 | 13 | 11 | 9  | 7  | 5  | 4  | 3  | 2  | 1  | 5  |

- Carrera Final:

| Posición | 1   | 2   | 3  | 4  | 5  | 6  | 7  | 8  | 9  | 10 | 11 | 12 | 13 | 14 | 15 | 16 | 17 | 18 | 19 | 20 | 21 | 22 | 23 | 24 | 25 | 26 | 27 | 28 | 29 | 30 | 31 | 32 | 33 | 34 | 35 | 36 | 37 | 38 | 39 | 40 | VR |
| -------- | --- | --- | -- | -- | -- | -- | -- | -- | -- | -- | -- | -- | -- | -- | -- | -- | -- | -- | -- | -- | -- | -- | -- | -- | -- | -- | -- | -- | -- | -- | -- | -- | -- | -- | -- | -- | -- | -- | -- | -- | -- |
| Puntos   | 120 | 104 | 90 | 80 | 74 | 70 | 66 | 62 | 58 | 54 | 50 | 46 | 42 | 38 | 34 | 30 | 28 | 26 | 24 | 22 | 20 | 19 | 18 | 17 | 16 | 15 | 14 | 13 | 12 | 11 | 10 | 9  | 8  | 7  | 6  | 5  | 4  | 3  | 2  | 1  | 5  |

- Carreras Final (solo rookies)[n. 2]:

| Posición | 1  | 2  | 3  | 4  | 5  | 6  | 7  | 8  | 9  | 10 | 11 | 12 | 13 | 14 | 15 | 16 | 17 | 18 | 19 | 20 |
| -------- | -- | -- | -- | -- | -- | -- | -- | -- | -- | -- | -- | -- | -- | -- | -- | -- | -- | -- | -- | -- |
| Puntos   | 50 | 42 | 35 | 30 | 27 | 25 | 23 | 21 | 19 | 17 | 15 | 13 | 11 | 9  | 7  | 5  | 4  | 3  | 2  | 1  |

1. 1 2 3  Dependiendo del número total de inscritos
2. ↑  Pilotos que hayan participado en menos de 4 carreras federadas de automovilismo.

## Ficha técnica
| - Citroën Saxo 1.6i 16v. VTS - KIT Citroën Sport - Potencia máxima del motor: 140cv - Frenos Master-Vac de serie - Suspensiones de serie - Neumáticos Michelin Competición 18/56/14 - Peso mínimo 830kg | - Citroën Saxo 1600cc 8v. VTS - KIT Promocopa 2021 - Potencia máxima del motor: 106cv - Frenos Ferodo DS3000/DS2500 - Suspensiones Bilstein B12 - Neumáticos Nakang 185/56/14 - Peso mínimo 950kg |

## Campeones
| Año  | Piloto              |
| ---- | ------------------- |
| 1988 | Dionisio García     |
| 1989 | Iván Arias          |
| 1990 | Pablo Irizar        |
| 1991 | Luis Maria Santías  |
| 1992 | Francisco Rastrollo |
| 1993 | José Luis Muniesa   |
| 1994 | Vicente Vallés      |
| 1995 | Martín Egaña        |

| Año  | Piloto            |
| ---- | ----------------- |
| 1996 | Antonio de Dios   |
| 1997 | Jorge Osset       |
| 1998 | Iván Portolés     |
| 1999 | Luis Miguel Reyes |
| 2000 | Jose M. Robles    |
| 2001 | Jaime Araoz       |

| Año  | Piloto        |
| ---- | ------------- |
| 1994 | Jon Casais    |
| 1995 | Iñaki Goiburu |
| 1996 | Iñaki Goiburu |
| 1997 | Iñaki Goiburu |

### Copa Saxo 8v

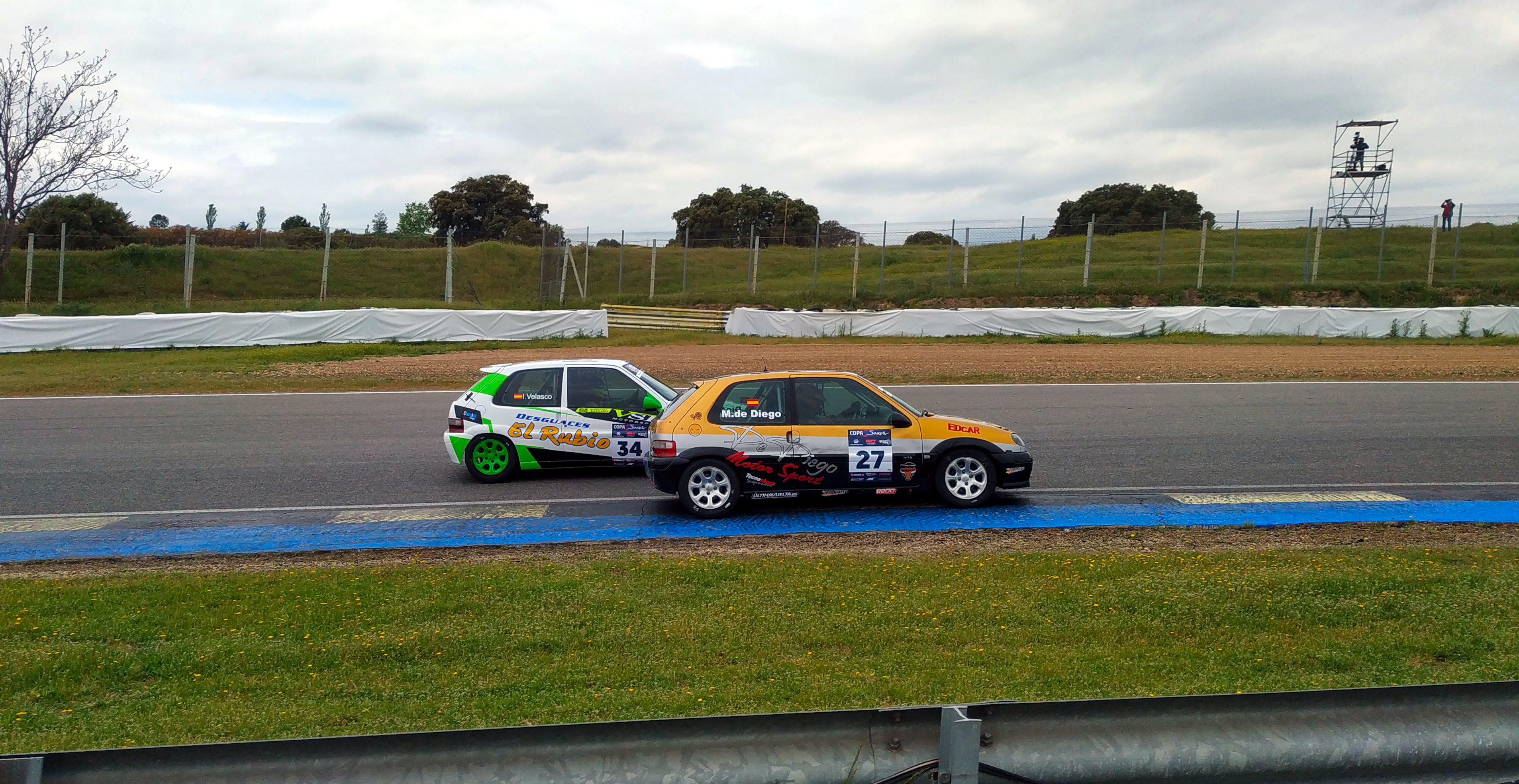
Iván Velasco (verde) y Marcos de Diego (dorado) protagonizaron una gran batalla por el campeonato desde la primera ronda. (2021)

| Año  | Campeón            | Segundo              | Tercero                | Mejor Rookie       |
| ---- | ------------------ | -------------------- | ---------------------- | ------------------ |
| 2021 | Iván Velasco       | Marcos de Diego      | Fernando Navarrete     | Cristian Rubio     |
| 2022 | Fernando Navarrete | Julián Mazuecos      | Oliver Martín          | Alberto Lázaro     |
| 2023 | Iván Riera         | Antonio Albacete Jr. | Jesús Rodríguez Parisi | Luis Álvarez       |
| 2024 | Julián Mazuecos    | Luis Álvarez         | Jesús Rodríguez Parisi | Fco. David Vázquez |